# Station Lavilletertre
Station Lavilletertre is een spoorwegstation aan de spoorlijn Saint-Denis - Dieppe. Het ligt in de Franse gemeente Lavilletertre in het departement Oise (Hauts-de-France).

## Ligging
Het station ligt op kilometerpunt 52,424 van de spoorlijn Saint-Denis - Dieppe.

## Diensten
Het station wordt aangedaan door treinen van Transilien lijn J tussen Paris Saint-Lazare en Gisors-Embranchement.

## Vorig en volgend station
| Richting             | Vorig station          | Lijn    | Volgend station | Richting           |
| -------------------- | ---------------------- | ------- | --------------- | ------------------ |
| Gisors-Embranchement | Liancourt-Saint-Pierre | Trans J | Chars           | Paris Saint-Lazare |